# Phoros
El phoros (φόρος en griego antiguo) era el nombre dado al tributo rendido a Atenas por los miembros de la Liga de Delos. Esta, fundada en el año 477 a. C., reunió en torno a ella a numerosas polis (ciudades) del mundo griego en el contexto de las guerras médicas. Los aliados de Atenas preferían pagar un impuesto que permitía a Atenas armar una flota apta para defenderlas que aportar sus propios navíos, permitiendo así la construcción de la talasocracia ateniense. Engendró un desequilibrio que permitía a la capital del Ática imponer su hegemonía y someter a los aliados que expresaran su deseo de abandonar la confederación.
El phoros era fijado anualmente acorde al proyecto propuesto por la Boulé y votado por la Ekklesía de Atenas. Se repartía en cinco distritos: 
- distrito de Tracia
- distrito del Helesponto
- distrito de Jonia
- distrito de Caria
- distrito de las Islas

El montante variaba según la riqueza de las ciudades así como su grado de lealtad a Atenas (de 1 talento para Cauno, en Caria, a 15 para Bizancio). La suma global, en general estable, se acercaba a 400 talentos. Alcanzó los mil en el trascurso de la guerra del Peloponeso.
El phoros se pagaba al tesoro de la Liga, inicialmente conservado en el santuario de Apolo Delio, en la isla de Delos, y desde 454 a. C. en Atenas. A partir de los años 450-449 a. C. la mitad nutría la construcción y mantenimiento de la flota ateniense y el resto era dedicado a sostener la política edilicia: constituyó parte de la financiación de la construcción de la Acrópolis de Atenas. 